# Snégourotchka (Rimski-Korsakov)
 (décembre 2023).
Si vous disposez d'ouvrages ou d'articles de référence ou si vous connaissez des sites web de qualité traitant du thème abordé ici, merci de compléter l'article en donnant les références utiles à sa vérifiabilité et en les liant à la section « Notes et références ».
Pour les articles homonymes, voir Snégourotchka (homonymie).
Snegourotchka ou Flocon de neige, La Fille de neige, La Demoiselle des neiges, conte de Printemps (titre original en russe : Снегурочка : Весенняя сказка) est un opéra en quatre actes et un prologue de Nikolaï Rimski-Korsakov, composé de 1880 à 1881 sur un livret écrit par le compositeur d'après la pièce éponyme d'Alexandre Ostrovsky (créée en 1873 avec une musique de scène de Tchaikovsky, mais la première mise en scène n'a pas eu de succès.).
La création eut lieu le 29 janvier 1882 au Théâtre Mariinsky de Saint-Pétersbourg, sous la direction d'Eduard Nápravník. L'édition définitive, revue et corrigée par le compositeur, date de 1898. Rimski-Korsakov considérait cet opéra comme son œuvre préférée.

## Livret

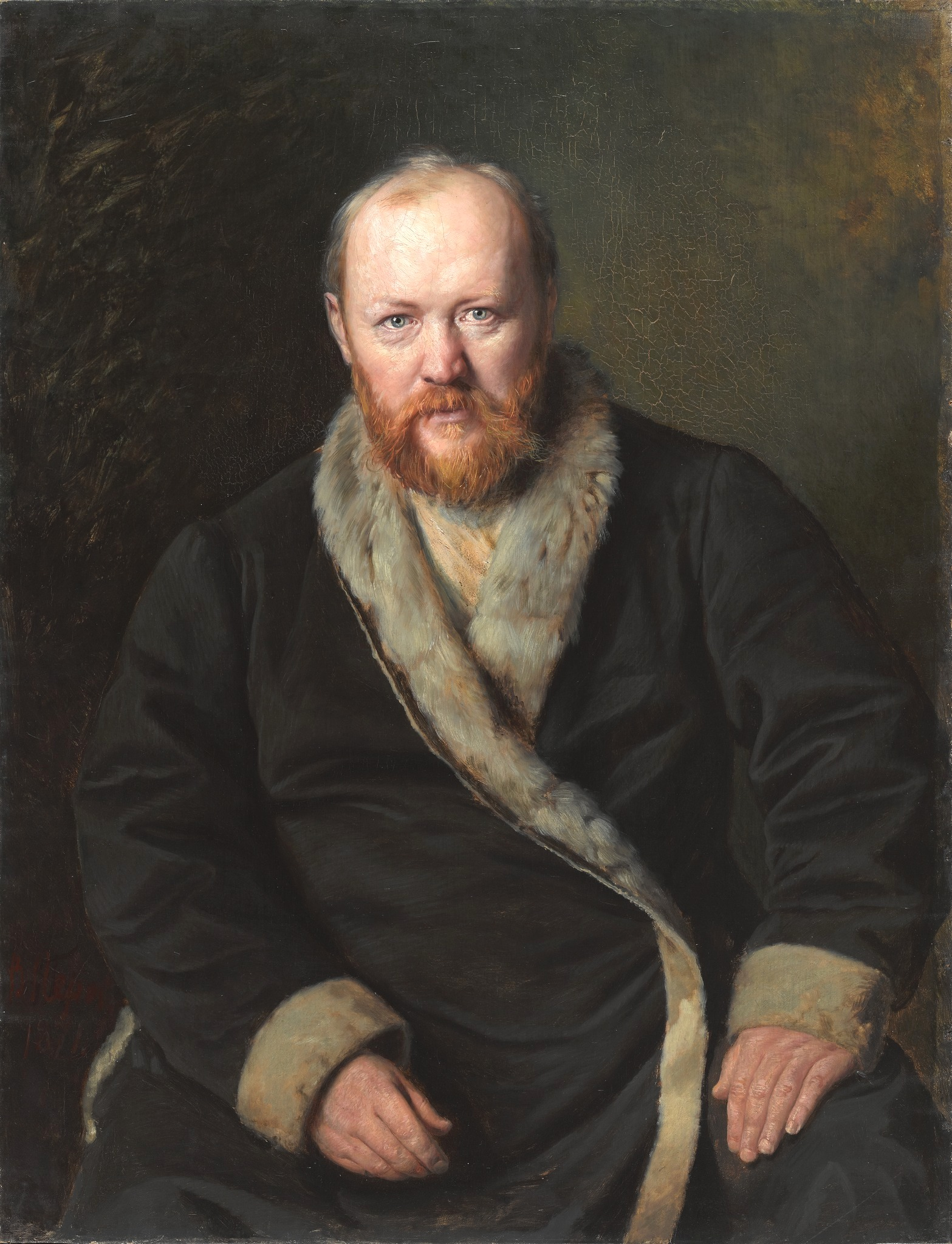
Alexandre Ostrovsky (1823–1886) auteur de la pièce La Demoiselle des neiges en 1873. Portrait par Vassili Perov.

L'opéra met en jeu l'opposition des forces éternelles de la nature, impliquant l'interaction de personnages mythologiques (le grand-père Hiver, la fée du Printemps, l'esprit des Bois), des personnages réalistes (Koupava, Mizguir) et, entre ces deux pôles, des personnages « idéaux » (Snegourotchka, Lel, le tsar Berendeï). Le compositeur s'est efforcé de distinguer chaque groupe de caractères musicalement, et plusieurs caractères individuels ont leurs propres leitmotivs, généralement associé à une chanson dans le caractère russe. En plus de ces distinctions, Rimsky-Korsakov caractérise le peuple des bérendeïs par des mélodies d'apparence folklorique.

## Composition
Dans ses Chroniques de ma vie musicale, Rimsky-Korsakov reconnaît n'avoir été que médiocrement impressionné à la lecture de la pièce d'Ostrovsky. C'est en la relisant au début de l'année 1880 qu'il en apprécia pleinement la force poétique. Ayant obtenu l'autorisation de l'auteur pour adapter la pièce et réécrire lui-même le livret de son opéra, le compositeur se passionna bientôt pour la composition de l'ouvrage, qui fut achevé en un temps très bref : deux mois et demi.
L'orchestration de l'opéra l'occupa ensuite jusqu'au milieu de l'année 1881.

## Synopsis
L'action se situe dans le pays des Berendeïs, dans un temps de légende.

### Prologue
Sur les collines rouges, près du quartier des marchands et de la capitale des Berendeïs.
Après un bref prélude orchestral, l'esprit des bois annonce la venue de la Fée Printemps (n°1 - Introduction). Celle-ci entre en scène, entourée d'une suite d'oiseaux (n°2 - Récitatif et air de la Fée Printemps). Elle les invite à danser pour se réchauffer (n°3 - Chanson et danse des oiseaux). De gros flocons de neige tombent, annonçant le Bonhomme Hiver (n°4 - Chanson du Bonhomme Hiver). L'Hiver et le Printemps s'entretiennent alors de leur fille, que le dieu du Soleil menace de mort. Âgée de quinze ans, Snegourotchka veut vivre avec les gens dans le village voisin (n°5 - Air de Snegourotchka), et ses parents acceptent de la laisser être adoptée par Bobil et son épouse Bobilikha (n°6 - Ariette de Snegourotchka). La Fée Printemps annonce la tenue du carnaval des Bereindeïs. Ceux-ci entrent en formant un brillant cortège (n°7 - Chœur du Carnaval). Parmi eux, Bobil et Bobhilikha se disputent d'abord, puis découvrent Snegourotchka et l'accueillent dans leur modeste demeure (n°8 - Scène finale).

### Premier acte
Dans le village de Berendeyevka, de l'autre côté de la rivière.
Snégourotchka est enchantée par les chansons du berger Lel (n°1 - Scène de Snégourotchka et Lel) mais elle est attristée quand il s'en va avec un groupe d'autres jeunes filles, qu'il fascine par ses chansons (n°2 - Première et deuxième chansons de Lel). Restée seule, Snégourotchka éprouve une douleur nouvelle pour son cœur de neige (n°3 - Ariette de Snégourotchka). Koupava entre et annonce son mariage avec Mizgir (n°4 - Scène et ariette de Koupava). La cérémonie a lieu (n°5 - Cérémonie nuptiale), mais Mizguir découvre la jeune fille de neige, s'éprend d'elle et la supplie de l'aimer (n°6 - Scène de Koupava, Mizguir et Snégourotchka). Koupava rapporte cette effronterie devant les villageois, qui lui conseillent de se rendre devant le tsar pour obtenir réparation (n°7 - Final).

### Acte 2
Dans le palais du tsar Berendeï.
Le tsar est assis sur une chaise dorée, et peint en couleurs une des colonnes de son palais, pendant qu'un chœur chante en coulisses (n°1 - Chœur des aveugles). Bermiata entre et salue à son maître, qui s'inquiète de la rigueur et de la durée de l'hiver (n°2 - Scène du tsar et Bermiata). Koupava vient se plaindre de Mizguir (n°3 - Scène de Koupava), et le tsar décide de bannir celui-ci dans la forêt. Deux hérauts annoncent le jugement du tsar à toute la cour (n°4 - Appel des hérauts, et n°5 - Marche des Berendeïs). Lel et le chœur entonnent l'Hymne des Berendeïs (n°6) mais le jugement est perturbé par l'apparition de Snegourotchka . Le tsar lui demande qui elle aime, et elle répond « personne ». Le tsar déclare que celui qui courtisera avec succès la belle jeune fille de neige deviendra son époux et obtiendra une récompense royale (n°7 - Première cavatine du tsar). Bien que les filles présentent Lel comme un candidat probable, Mizguir jure qu'il gagnera le cœur de Snegourotchka. Le tsar accepte le concours (n°8 - Scène et chœur final).

### Acte 3
Le soir dans la forêt.
Les gens s'amusent avec des chansons et des danses populaires (n°1 - Ronde et chanson du Castor). Le tsar salue le coucher du soleil (n°2 - Seconde cavatine du tsar) et invite ses bouffons à danser (n°3 - Danse des bouffons). Lel entonne une troisième chanson (n°4) et le tsar l'invite à choisir une jeune fille. Malgré les supplications de Snegourotchka, il embrasse Koupava et disparaît avec elle. La jeune fille de neige, seule et inconsolable, se demande pourquoi elle a rejeté Lel (n°5 - Arioso de Snégourotchka). Soudain Mizgir apparaît et tente une fois de plus à gagner son amour. Effrayée par ses paroles, elle s'enfuit. L'esprit des bois présente une illusion de la jeune fille à Mizguir, qui la poursuit (n°6 - Duo et scène d'enchantement). Lel et Koupava reviennent sur scène en se déclarant leur amour mutuel (n°7 - Duo et scène avec Snégourotchka). La jeune fille de neige les retrouve et, voyant leur bonheur, souhaite enfin avoir vraiment la capacité d'aimer.

### Acte 4
Dans la vallée de Yarilo, dieu du soleil, à l'aube.
Snégourotchka appelle sa mère, la Fée Printemps, qui apparaît sur un lac entourée de fleurs (n°1 - Scène et arioso de la Fée Printemps). Elle donne à sa fille une guirlande et la met en garde de rester hors de la lumière du soleil. Avant que Snegourotchka ne puisse entrer sous sa protection dans la forêt, Mizguir apparaît. Ne pouvant plus résister, elle professe son amour pour lui (n°2 - Duo entre Snégourotchka et Mizguir). Les Berendeïs les rejoignent (n°3 - Entrée des Berendeïs et chanson du millet). Mizguir présente Snégourotchka comme son épouse. Comme elle déclare son amour pour lui, un rayon lumineux de soleil apparaît, et Snégourotchka s'évanouit. Le pouvoir de l'amour est la source de sa disparition. Au grand étonnement du peuple, elle fond (n°4 - Arioso de Snégourotchka). Mizguir, inconsolable, se noie dans le lac. Le tsar calme ses sujets frappés d'effroi en rappelant que cet événement a mis fin à quinze années du très long hiver qui s'était abattu sur eux. En réponse, les gens entonnent un hymne au soleil (n°5 - Chœur final et hymne au soleil).

## Suite symphonique
La suite pour orchestre tirée de l'opéra comprend quatre mouvements :
1. Introduction
2. Danse des oiseaux
3. Procession du Tsar Berendeï (Cortège)
4. Danse des bouffons

## Orchestre
| Orchestration de Snégourotchka                                                                         |
| Bois                                                                                                   |
| 1 petite flûte, 2 flûtes, 2 hautbois, 2 clarinettes (la 2de joue aussi la clarinette basse), 2 bassons |
| Cuivres                                                                                                |
| 4 Cors, 2 Trompettes, 3 trombones, 1 tuba                                                              |
| Percussions                                                                                            |
| piano, harpe, timbales, cymbales, triangle, tambourin, grosse caisse, Tam-Tam                          |
| Cordes                                                                                                 |
| premiers violons, seconds violons, altos, violoncelles, contrebasses                                   |

## Création
La première audition à Moscou eut lieu trois ans après celle de Saint-Pétersbourg, en 1885. Il est représenté à l'Opéra Russe (Opéra privé de Savva Mamontov à Moscou), dirigé par Enrico Bevignani dans des décors de Viktor Vasnetsov, Isaac Levitan, et Konstantin Korovine.
- Le tsar Berendeï - Grigori Erchov,
- Bermiata – Anton Bedlevitch,
- La fée Printemps – Vera Gnoutcheva,
- Le bonhomme Hiver – Stepan Vlassov,
- Snégourotchka – Nadejda Salina,
- Bobil Bakoula - G. Kassilov et Nikolaï Miller,
- Lel – Tatiana Lioubatovitch,
- Mizguir – Mikhaïl Malinine (le père de Boris Malinine et de Marina Raskova),
- Second Héraut - M. Skouratovski.

Le théâtre du Bolchoï reprend l'œuvre révisée par Rimski-Korsakov en 1893, puis cinq productions successives en 1911, 1922, 1943, 1954 et 1978.

## Rôles et distribution
| Rôle                                                 | Voix          | Création de Saint-Pétersbourg, 29 janvier 1882 (dir. Eduard Nápravník) | Création au théâtre du Bolchoï, Moscou 1893 (dir. Enrico Bevignani) |
| ---------------------------------------------------- | ------------- | ---------------------------------------------------------------------- | ------------------------------------------------------------------- |
| Le tsar Berendeï                                     | ténor         | Mikhaïl Vassiliev (Vassiliev III)                                      | Anton Bartsal                                                       |
| Bermiata, un boyard, proche du tsar                  | basse         | Mikhaïl Koriakine                                                      | Stepan Trezvinsky                                                   |
| La Fée Printemps                                     | mezzo-soprano | Maria Kamenskaïa                                                       | Alexandra Kroutikova                                                |
| Le bonhomme Hiver                                    | basse         | Feodor Stravinsky                                                      | Stepan Vlassov                                                      |
| Snégourotchka                                        | soprano       | Feodossia Velinskaïa                                                   | Margarita Eichenwald                                                |
| Bobil Bakoula                                        | ténor         | Vassili Vassiliev (Vassiliev II)                                       |                                                                     |
| Bobilikha                                            | mezzo-soprano | Olga Schröder                                                          | Varvara Pavlenkova                                                  |
| Lel, jeune berger                                    | contralto     | Anna Bitchourina                                                       | Lidia Zvyaguina                                                     |
| Koupava, jeune fille d'un riche paysan               | soprano       | Maria Makarova                                                         | Maria Deïcha-Sionitskaïa                                            |
| Mizgir, un jeune marchand du quartier des négociants | baryton       | Ippolit Prianichnikov                                                  | Bogomir Korsov                                                      |
| Premier héraut                                       | ténor         | Pavel Dioujikov                                                        |                                                                     |
| Second héraut                                        | basse         | Vladimir Maïboroda                                                     |                                                                     |
| Page du tsar                                         | mezzo-soprano |                                                                        |                                                                     |
| L'Esprit des bois                                    | ténor         | Vladimir Sobolev                                                       |                                                                     |
| Maslenitsa                                           | basse         |                                                                        |                                                                     |
| Chœurs et rôles muets                                |               |                                                                        |                                                                     |

|  |  |

## Discographie sélective

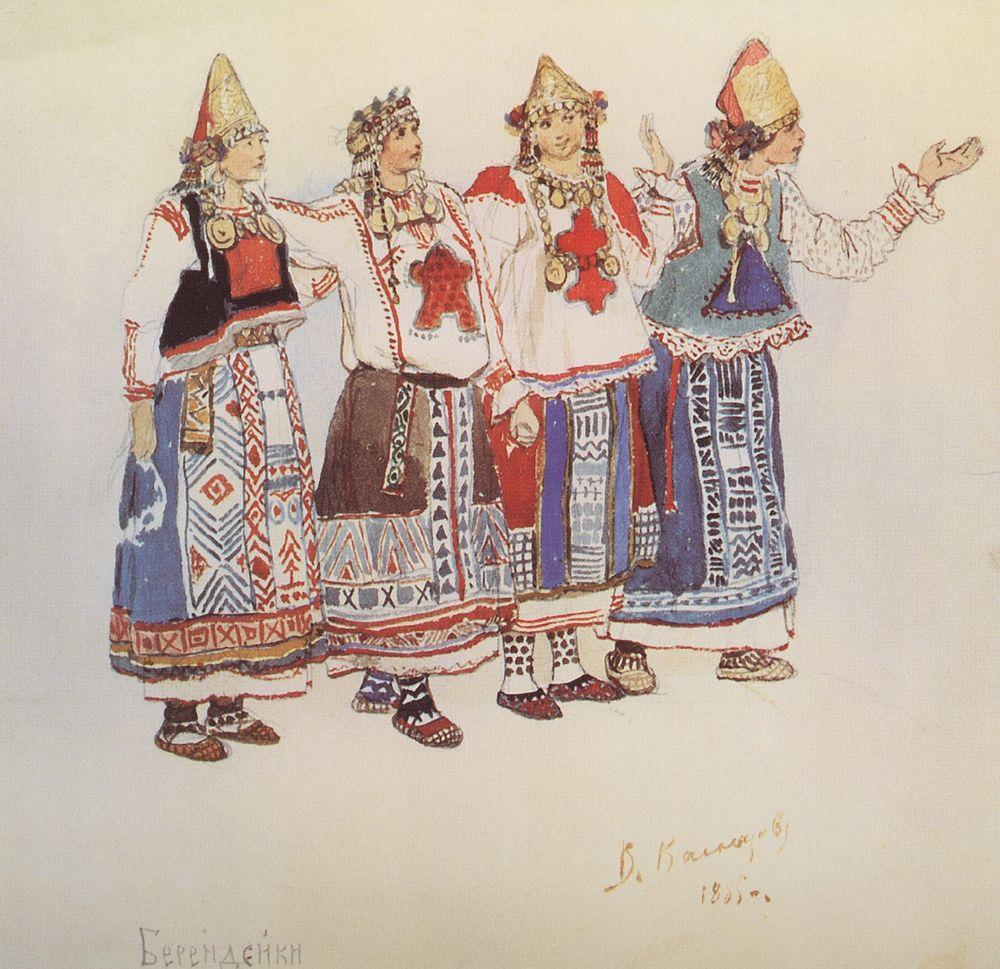
Costumes de La Demoiselle des neiges dessinés par Vasnetsov

Plusieurs enregistrements de l'opéra ont été réalisés, par des musiciens russes, :
- Svetlanov, dir., Chœurs et orchestre du Théâtre Bolchoï – Vera Firsova (Snégourotchka), Larisa Avdeïeva (Lel), Galina Vichnevskaïa (Koupava), Vera Borissenko (La fée du Printemps), Valentina Petrova (Bobilichka), Andreï Sokolov (L'esprit des bois), Ivan Kozlovsky (Tsar Berendeï), Youri Galkine (Mizguir), Alexeï Krivtchenia (Le bonhomme Hiver), A. Khosson (Bobil) (1956, Melodiya/Great Hall) (OCLC 63203995)
- Kondrachine, dir., Théâtre Bolchoï de Moscou – Sergueï Lemechev (Tsar Berendeï), Nadejda Oboukhova (Snégourotchka), Maxime Mikhaïlov (le Bonhomme Hiver), Irina Maslenikova (La fée du Printemps), Maria Maksakova (Lel), Sofia Panova (Koupava), Alexeï Ivanov (Mizgir) (Concert 1943, Melodiya/Brilliant classics) (OCLC 946641535 et 826535886)
- Fedosseïev, dir., Chœurs et orchestre de la Radio de Moscou – Valentina Sokolik (Snégourotchka), Irina Arkhipova (Lel), Lidia Zakharenko (Koupava), Irina Arkhipova (La fée du Printemps), Nina Derbina (Bobilikha), Alexandre Arkhipov (L'esprit des bois), Anna Matiouchina (Page), Anton Grigoriev (Tsar Berendeï), Alexandre Moksiakov (Mizguir), Alexandre Vedernikov (Le bonhomme Hiver), Youri Yelnikov (Bobil), Vladimir Matorine (Bermiata) (1975, Melodiya/Relief) (OCLC 45758700)